# 226 (映画)
『226』（ににろく、にいにいろく）は、1989年に公開された日本映画。題字には副題なのか、キャッチコピーなのか不明だが「THE FOUR DAYS OF SNOW AND BLOOD」という英文が小さく付されている。

## 概要
二・二六事件発生から終結までの四日間を、陸軍将校の側からオールスターキャストで描く大作映画。事件に参加した河野壽の実兄・河野司が監修に当たった。『日本経済新聞』1989年7月7日付の封切映画案内には「二・二六事件をセミ・ドキュメンタリー・タッチで描いた実録もの」と書かれている。
日本で初めて映画ファンドによって制作された。総製作費20億円。

## あらすじ
昭和恐慌により拡大する貧富の差に、皇道派の青年将校である野中、河野、磯部、栗原、中橋、安藤らは、「君側の奸」を打倒し天皇親政の政権を作ろうと1936年2月26日、雪の降りしきる夜にクーデターを実行した。 彼らは陸軍の部隊を動かし、岡田首相、高橋蔵相、斎藤内大臣、鈴木侍従長などを襲撃する。 当初、陸軍高官らは彼らの行動に理解を示し、クーデターは成功したかに見えた。しかし、それは事態を収拾しようと画策した陸軍当局による必死の時間稼ぎだった。翌27日に戒厳令が施行される。首相が生き延びており、天皇の御意思が「断固鎮圧」にあることが判明すると事態は一変、政府は勅命により原隊に戻るよう呼びかける。青年将校の多くが軍に戻ろうとする中、当初から消極的で、やるからには逆賊になる覚悟だった安藤輝三だけは、天皇の意思一つに手の平返しで軍に戻ろうとする彼らに怒りを爆発させる。

## キャスト

### 決起将校たち
- 野中四郎 - 萩原健一： 歩兵大尉、歩兵第三聯隊第七中隊長
- 安藤輝三 - 三浦友和： 歩兵大尉、歩兵第三聯隊第六中隊長
- 河野寿 - 本木雅弘： 航空兵大尉、陸軍飛行学校（所沢）操縦科学生
- 香田清貞 - 勝野洋： 歩兵大尉、歩兵第一旅団副官
- 栗原安秀 - 佐野史郎： 歩兵中尉、歩兵第一聯隊機関銃隊附
- 中橋基明 - うじきつよし： 歩兵中尉、近衛歩兵第三聯隊第七中隊附（中隊長代理）
- 村中孝次 - 隆大介： 元歩兵大尉
- 磯部浅一 - 竹中直人： 元一等主計
- 対馬勝雄 - 沖田さとし： 歩兵中尉、陸軍教導学校（豊橋）歩兵学生隊附
- 丹生誠忠 - 宅麻伸： 歩兵中尉、歩兵第一聯隊第十一中隊附
- 高橋太郎 - 鶴見辰吾： 歩兵少尉、歩兵第三聯隊第一中隊附
- 坂井直 - 加藤昌也： 歩兵中尉、歩兵第三聯隊第一中隊附
- 田中勝 - 関口誠人： 砲兵中尉、野戦重砲兵第七聯隊第四中隊附
- 林八郎 - 石橋保： 歩兵少尉、歩兵第一聯隊機関銃隊附
- 中島莞爾 - 今井雅之： 工兵少尉、鉄道第二聯隊附・陸軍砲工学校学生
- 安田優 - 林統一： 砲兵少尉、野戦重砲兵第七聯隊附・陸軍砲工学校学生
- 清原康平 - 井田弘樹： 歩兵少尉、歩兵第三聯隊第三中隊附

### 決起部隊の下士官・兵たち
- 永田露 - 川谷拓三： 歩兵曹長・歩兵第三聯隊第六中隊小隊長
- 堂込喜市 - 三上寛： 歩兵曹長・歩兵第三聯隊第六中隊小隊長
- 三浦作次 - 三遊亭小遊三： 歩兵上等兵
- 大木精作 - 坂田明： 歩兵伍長

### 決起将校の関係者
- 野中美保子 - 名取裕子： 野中四郎の妻
- 安藤房子 - 南果歩： 安藤輝三の妻
- 香田富美子 - 賀来千香子： 香田清貞の妻
- 丹生すみ子 - 有森也実： 丹生誠忠の妻
- 田中久子 - 安田成美： 田中勝の妻
- 坂井孝子 - 藤谷美和子： 坂井直の妻
- 河野司 - 根津甚八： 河野寿の兄

### 被害者とその関係者
- 鈴木貫太郎 - 芦田伸介： 侍従長・海軍大将
- 岡田啓介 - 有川正治： 内閣総理大臣・海軍大将
- 松尾伝蔵 - 田中浩： 総理大臣秘書官、予備役陸軍大佐
- 高橋是清 - 小田部通麿： 大蔵大臣
- 斎藤実 - 高桐真： 内大臣・海軍大将
- 渡辺錠太郎 - 早川雄三： 教育総監・陸軍大将
- 牧野伸顕 - 増田順司： 元・内大臣
- 鈴木たか - 八千草薫： 鈴木貫太郎の妻
- 斎藤春子 - 高峰三枝子： 斎藤実の妻
- 渡辺すず子 - 久我美子： 渡辺錠太郎の妻
- 大久保和喜子 - 奈月ひろ子： 高橋是清の娘
- 吉田和子 - 松下美智子： 吉田茂の娘、牧野伸顕の外孫

### 陸軍関係者

#### 皇道派
- 真崎甚三郎 - 丹波哲郎： 陸軍大将、軍事参議官
- 荒木貞夫 - 日下武史： 陸軍大将、軍事参議官
- 香椎浩平 - 加藤武： 陸軍中将、東京警備司令官・戒厳司令官
- 山下奉文 - 高松英郎： 陸軍少将、陸軍省軍事調査部長

#### 統制派
- 寺内寿一 - 藤岡重慶： 陸軍大将、軍事参議官
- 林銑十郎 - 山村弘三： 陸軍大将、軍事参議官
- 杉山元 - 仲代達矢： 陸軍中将、参謀次長
- 石原莞爾 - 渡瀬恒彦： 陸軍大佐、参謀本部作戦課長
- 武藤章 - 新克利： 陸軍中佐

#### 中道派・その他陸軍関係者
- 川島義之 - 金子信雄： 陸軍大将、陸軍大臣
- 阿部信行 - 鈴木瑞穂： 陸軍大将、軍事参議官
- 西義一 - 森下哲朗： 陸軍大将、軍事参議官
- 梨本宮守正王 - 和田昌也： 元帥陸軍大将
- 東久邇宮稔彦王 - 徳田良雄： 陸軍中将、軍事参議官
- 伊集院兼信 - 松方弘樹： 陸軍少佐、歩兵第三聯隊第二大隊長／安藤輝三大尉の直属上官
- 小野木修三 - 大和田伸也： 憲兵伍長、河野寿大尉の監視役

### 宮城関係者
- 木戸幸一 - 長門裕之： 内大臣秘書官長
- 広幡忠隆 - 小野寺昭： 侍従次長
- 湯浅倉平 - 田村高廣： 宮内大臣

### その他
- 水上源一 - 山口秀忠： 弁理士
- 村上嘉茂左衛門 - 伴勇太郎： 官邸護衛・巡査部長
- 清水與四郎 - タンクロー： 官邸護衛・巡査
- 土井清松 - 木下通博： 官邸護衛・巡査
- 小館喜代松 - 平井靖： 官邸護衛・巡査
- 府川きぬえ - 高部知子： 官邸女中
- 秋本サク - もたいまさこ： 官邸女中
- 土門岩夫 - ガッツ石松： 陸相官邸憲兵曹長
- 山本公造 - 梅宮辰夫： 山王ホテル支配人
- ナレーター - 井川比佐志

※キャストクレジットはエンディングで、芦田伸介 東悦次…和田昌也 と「アイウエオ順」で表記され、演じた人物の表記はないため、映画本編ではどの役者が誰を演じたのかは分からない。国立映画アーカイブや映連、松竹のデータベースでも役柄の表記はなく、『キネマ旬報』のデータベースだけが主要キャストのみ、演じた役柄を表記している。

## 製作

### 企画
昭和の時代が終わると予測した企画。事件から半世紀が過ぎ、ようやく事件に関わった人々の実名が許され、映画化に至った。特筆すべきは、 湯河原で前内大臣の牧野伸顕伯爵を襲撃した青年将校の一人・河野寿（演：本木雅弘）の実兄・河野司（演：根津甚八）が監修した事である。

### 制作会社
映画の製作発表は1988年4月4日にあり、制作会社「フィーチャーフィルムエンタープライズ」の第1作と発表された。同社は松竹、松竹富士、松竹第一興行、NIF（日本インベストメント・ファイナンス）、住友商事、東北新社、住信リース、NYKインターナショナル、常和興産9社の出資により、1988年3月31日に発足した映画投資組合。出資金は一口1億円で計12億円。松竹系3社が各2億円で残りの6社が各1億円を出資。映画制作での最大のネックは資金調達のため、松竹が民間の豊富な資金に目を付けた形といえ、投資事業組合は、投資対象がハイリスク・ハイリターンの場合に適した組織で、出資9社はリスクの高い興行である映画に相応しい形態と判断した。ハリウッドでは常態化しているといわれた。出資期間は5年で、この期間を超えて事業を続ける場合は新たに事業組合を設立する。映画制作からビデオ、テレビ、CATV向けの二次使用まで幅広い事業が予定された。利益配分を毎年2月末の決算期ごとに組合員に利益配分する。組合の運営はNIF（幹事会社）が行い、映画制作は松竹グループが行う。本作は同組合の制作第一号で、日本で初めて映画ファンドによって制作された作品となる。当初は製作費は7億から8億円を予定していた。当然ながら投資の回収は映画が当たるかどうかに係る。

### キャスティング
主演格の萩原健一と三浦友和はともに「昭和から平成に元号が変わった時期に、この映画に参加したことは人生の忘れられない1ページになる」「青年将校をクーデターに駆り立てていった彼らの純粋な心情には共感できる」などと話した。河野寿を演じる本木雅弘はジャニーズ事務所を退所したばかりで、正式に出演が決まってもいないのに、本木はマネージャーと共に坊主頭になって奥山和由プロデューサーに会いに来た。奥山は、念のために付き合いのあったメリー喜多川に本木の出演を伝えると、暗黙の圧力をかけられ、以後、奥山はジャニーズを出禁となったという。

### 撮影
五社英雄監督は誕生日が2月26日で、7歳の時に事件に遭遇した。「昭和を生きて来た監督として、この作品に宿命的なものを感じる」「これまでの作品とは違って心情的なものを入れず、事件をリアルに再現した"状況映画"に仕立てたい」などと述べた。1988年春から製作特報を流し、1988年8月29日、脚本決定稿による本読み開始。1988年10月19日にクランクインした。主たる撮影は京都映画撮影所と、滋賀県草津市の琵琶湖畔に設けられたオープンセット。しかし撮影中に昭和天皇の病気、崩御があり、映画の題材が昭和天皇と関係が深いため、大喪の礼が終わるまで、撮影取材他、宣伝活動を一切自粛した。1989年1月30日、雪化粧の宮城外堀に見立てた会津鶴ヶ城ロケを最後にクランクアップ。エキストラ700人。大喪の礼が明けると松竹は宣伝費に5億円を計上し、公開までの3ヵ月間に大宣伝作戦を行った。
当作品の撮影にあたっては銃器、軍服を始めとした日本陸軍装備多数が新規に製作された。作中に登場する戦車は当作のために建設機械を改造して製作されたものである。
青年将校の妻役も主演級女優を揃え、幸福な日々の回想シーンとして時折挿入される。それぞれほぼ1シーン、2シーン程度でセリフもほとんどなく、強い女性は描かれない。撮影は1日か半日程度と見られる。

### ロケ地
琵琶湖畔の滋賀県草津市（湖岸道路：現湖岸下笠交差点付近）の3千坪に総工費2億円、3億円をかけ、四階建ての山王ホテル、陸相官邸、首相官邸、警視庁、赤坂見附の街路等、大規模なオープンセットが建設された。当時の写真をもとに、本作ではプロデューサーとしても参加する美術監督・西岡善信が当時の赤坂周辺の街並みを実寸大で約3か月かけ復元した。ここに戦車なども持ち込まれた。その他、雪のシーンは滋賀県彦根市、福島県会津でも撮影が行われた。ラスト近くの河野寿（本木雅弘）が崖の上で自決するシーンは熱海ではなく、京都府京丹後市網野町三津。

## 作品の評価
『読売新聞』は「今の若者たちには別世界の出来事として映るに違いない。『昭和維新』『奉勅命令』の意味も定かでないのに、血と暴力の軍事クーデターにかけた当時の青年たちの情熱はすごい、と感心するほど単純ではない。2・26事件は、これまで繰り返し、映画化された。今また、この種の映画をつくる意図は何か。事件の本質をえぐる新事実や鋭い切り口があり訳でもないこの歴史再現ドラマが、ややもすれば、2・26事件を肯定的に捉える思想へと傾きかねない危険性をはらんでいることを指摘しておかなければならない」などと評した。
脚本の笠原和夫は映画の出来が不満で、「松竹でやったから変なものになっちゃったね。後で東映の岡田茂さんが『何で、お前ら、笠原に松竹で『226』をやらせてるんだ。何で東映でやらんのや?』（笠原は1976年東映を退社しフリー）と怒ったらしい。僕はこれまで東映で『日本暗殺秘録』や『仁義なき戦い』、『二百三高地』、『大日本帝国』なんかをやってきましたけど、あれも岡田茂さんというプロデューサーが、単に当たればいいというんじゃなくて、ある種の活動屋精神っていうかな、『やりたいものやってみろ』という度胸があった人だから出来たんでね。そういう度胸を持たないプロデューサー・奥山和由はだらしがないよ。『ハチ公物語』が当たったものだから『笠原さん、野中大尉の自決シーンに小犬を出してくれ』なんてね(笑)。そんなことを考えているようなプロデューサーなんてダメなんだよ。岡田さんの方がはるかに立派！『日本暗殺秘録』の時にも自民党からいろいろあって、岡田さんも大川博社長にやり込められたらしいんだよ。けれども、結局、僕らを呼んで『好きなようにやってみろ』と。それは立派なんだよ。そういう信念を岡田さんが持っていたから、こっちも安心して書けたんですよ。だから、もし、岡田さんが『226』をプロデュースしていたら、もっとちゃんとしたものが出来たんだろうと思う」となどと話している。
日活の元監督で大株主だった藤浦敦は、2015年の映画誌のインタビューで「二・二六事件をちゃんと描いた映画は、佐分利信が監督をやった『叛乱』（1954年、新東宝）しかないんです。あれも天皇に対してだいぶお手柔らかに描いていますから」などと話している。
二・二六事件を扱った映画は多いが、最初の映画化は、1951年の東映映画・佐分利信監督の『風雪二十年』。これは尾崎士郎原作の『天皇機関説』を猪俣勝人が脚色したもの。次が先に挙げた『叛乱』。以降も多くの映画がつくられた。本作のようなオールスターキャストでは、1970年に『激動の昭和史 軍閥』を作った東宝が、1973年に同社オールスターキャスト、小林正樹監督、八住利雄のオリジナル脚本で『激動の昭和史 二・二六事件』というタイトルで'73年東宝ラインアップとして発表したこともあるが製作はされなかった。